# Trenzano (meteorite)
Trenzano è un meteorite caduto in provincia di Brescia nel territorio del comune di Trenzano il 12 novembre 1856.

## Caratteristiche e classificazione
Trenzano è stata classificata ufficialmente come una condrite ordinaria di tipo H6, cioè ad alto contenuto di metallo, poi riclassificata come tipo H5 per la presenza di vetro torbido in alcuni condruli ben conservati e per la persistenza di piccole quantità di pirosseno povero in calcio nella forma monoclina. Tuttavia, altre fonti precedenti la riportano come tipo H3/4.
La densità senza la crosta è di 3,81 kg/dm3.

## Frammenti
Furono recuperati diversi frammenti il più grosso dei quali, secondo il professor Curioni dell'Istituto Lombardo di Scienze, aveva una massa di 5,95 kg. Altre due porzioni avevano rispettivamente una massa di circa 3,5 kg e 2,25 kg. Diversi musei italiani ed esteri posseggono granuli, di pochi grammi, provenienti dal meteorite originario. I frammenti più grandi sono a disposizione del museo di scienze naturali di Brescia e in quello di Vienna.

### Esemplari
Frammenti o campioni del meteorite sono custoditi presso:
- Museo di storia naturale di Vienna (1819 g)
- Museo civico di scienze naturali di Brescia (1450 g)
- Museo americano di storia naturale di New York (372 g)
- Istituto di geologia di Mosca (259 g)
- Museo universitario di scienze della terra di Roma (161 g)
- Museo di storia naturale di Londra (157,5 g)
- Università di Harvard (151 g)
- Museo civico di storia naturale di Milano (144 g)
- Musei Vaticani (15,7 g)
- Museo di storia naturale di Berlino (6 g)
- Università di Gottinga (2,5 g)
- Università di Los Angeles (1,5 g)
- Dipartimento di scienze della terra di Torino